# طالقان (نقده)
طالقان (نقده)، روستایی از توابع بخش محمدیار شهرستان نقده در استان آذربایجان غربی ایران است.

## جمعیت
این روستا در دهستان حسنلو قرار دارد و براساس سرشماری مرکز آمار ایران در سال ۱۳۸۵، جمعیت آن ۱۲۱ نفر (۲۹ خانوار) بوده‌است.